# Чемпионат Европы по волейболу среди женщин 2013 (составы)
На этой странице приведены составы команд, которые принимали участие на XXVIII чемпионате Европы среди женщин в Германии и Швейцарии.
В заявку команды на турнир разрешено включать 14 волейболисток, в заявку на матч — 12 игроков.

## Азербайджан
Главный тренер: Фаиг Гараев

## Беларусь
Главный тренер: Виктор Гончаров

## Бельгия
Главный тренер: Герт ван де Брук

## Болгария
Главный тренер: Марселло Абонданца

## Германия
Главный тренер: Джованни Гуидетти

## Испания
Главный тренер: Франсиско Эрвас

## Италия
Главный тренер: Марко Менкарелли

## Нидерланды
Главный тренер: Гидо Вермёлен

## Польша
Главный тренер: Пётр Маковский

## Россия
Главный тренер: Юрий Маричев

## Сербия
Главный тренер: Зоран Терзич

## Турция
Главный тренер: Массимо Барболини

## Франция
Главный тренер: Фабрис Виаль

## Хорватия
Главный тренер: Игорь Ловринов

## Чехия
Главный тренер: Карло Паризи

## Швейцария
Главный тренер: Светлана Илич